# Vol United Airlines 2860
Le 18 décembre 1977, un Douglas DC-8 effectuant le vol United Airlines 2860, un vol cargo intérieur régulier entre San Francisco, en Californie, et Chicago, en Illinois, avec une escale intermédiaire à Salt Lake City, dans l'Utah, s'est écrasé contre une montagne de la chaîne Wasatch, alors qu'il effectue un circuit d'attente lors de la phase d'approche vers l'aéroport international de Salt Lake City. Les trois membres d'équipage, les seuls personnes présentes à bord de l'avion, ont tous été tués dans l'accident.  

## Accident
Dans la soirée du 17 décembre 1977, le vol 2860  décolle de San Francisco à 23h17. L'équipage de bord est composé du commandant de bord John Fender (49 ans), du copilote Phillip Modesitt (46 ans), et du mécanicien navigant Steve Simpson (34 ans). L'escale intermédiaire à Salt Lake City a été rajoutée quelques heures plus tôt. 
Lors de l'approche sur l'aéroport international de Salt Lake City, à 01h11, l'équipage a signalé par radio au contrôle aérien des problèmes sur le système électrique de l'avion et a demandé une autorisation pour interrompre la descente, afin de pouvoir communiquer avec le service de maintenance de United Airlines. Cela a été approuvée et le DC-8 est entré dans un circuit d'attente proche de l'aéroport. 
Pendant les sept minutes et demie suivantes, alors qu'il se trouve en circuit d'attente, le vol 2860 a quitté la fréquence de contrôle d'approche et est entré dans une zone de relief élevé. Le vol a contacté la maintenance de la compagnie ,l' informant de problèmes électriques et notamment que plusieurs voyants du train d'atterrissage étaient inopérants. Après avoir discuté des problèmes à la maintenance et décidé de contacter le contrôle aérien pour préparer les services d'urgence, ils ont rétabli le contact avec la tour de l'aéroport de Salt Lake City.
Le contrôleur a remarqué la situation du vol 2860, mais n'a pas été en mesure de contacter l'équipage jusqu'à ce qu'il soit rétablit sur la fréquence d'approche. Il a immédiatement prévenue le vol 2860 de la proximité du relief et d'amorcer un virage immédiat à gauche. Ne recevant pas de réponse, le contrôleur a répété ses instructions, auxquelles le vol 2860 a répondu. Quelques secondes plus tard, il demande au vol 2860 de monter à 8 000 pieds (2 440 m). 
Les pilotes signalent alors que l'appareil reprend de l'altitude quand, quelques instant plus tard, à 01h38, le DC-8 s'écrase sur le versant d'une montagne, à une centaine de mètres du sommet, située dans la chaîne Wasatch, près de Fruit Heights, dans le comté de Davis. L'avion a été pulvérisé lors de l'impact et les trois occupants de l'avion sont morts sur le coup.

## Enquête
Le Conseil national de la sécurité des transports (NTSB) en a déduit que la cause de l'accident est la transmission par le contrôle aérien, ainsi que l'acceptation ultérieure par l'équipage, d'une autorisation incomplète et ambiguë concernant l'interruption de la descente. 
L'équipage du vol 2860 a également été cité pour son non-respect des procédures établies en matière de communication et son non-respect des procédures d'attente standard. Bien que son origine n'ait jamais été déterminée avec certitude, la défaillance du système électrique de l'avion a été citée comme un des facteurs majeurs à l'origine de cet accident. 
Les actions du contrôleur on révélé des lacunes tant au niveau des communications que du respect des procédures, développées à la suite de l'utilisation systématique du système radar, à l'aéroport comme dans le poste de pilotage, lors des opérations de vol.